# Samuel Franklin Emmons

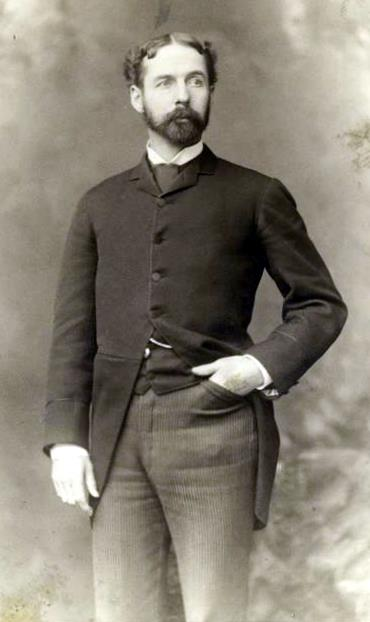
Samuel Franklin Emmons

Samuel Franklin Emmons (* 29. März 1841 in Boston; † 28. März 1911 in Washington, D.C.) war ein US-amerikanischer Geologe.
Ab 1857 studierte er an der Harvard University, wo er 1861 seinen A.B. und 1862 seinen A.M. erwarb. 1862 ging er an die École des Mines in Paris und 1864/65 war er an der Bergakademie in Freiberg. Dort befreundete er sich mit Arnold Hague.
1867 beteiligte er sich als Assistenz-Geologe bei der U.S.-geologischen Erforschung des 40. Breitengrades unter Clarence King (mit Hague als Kollegen). Seit 1877 betrieb er eine Rinderfarm in Wyoming. 1879 wurde er leitender Geologe der Division Colorado beim US Geological Survey. In dieser Funktion unternahm er weite Reisen in den USA. Dabei erkundete er 1870 den Mount Rainier (dort ist der Emmons-Gletscher nach ihm benannt) und entlarvte 1872 einen versuchten Betrug mit Diamanten-Minen in Arizona zusammen mit Clarence King (dem Direktor des US Geological Survey). Das machte King international bekannt, denn die Betrüger hatten ihre falschen Diamant-Minen Investoren in San Francisco und New York (darunter Tiffany und Baron Rothschild) angeboten.
Er war Mitglied unter anderem in der Geological Society of London sowie seit 1883 in der American Philosophical Society und seit 1892 in der National Academy of Sciences. 1903 war er Präsident der Geological Society of America und wurde in die American Academy of Arts and Sciences gewählt.

## Veröffentlichungen
- mit Hague: Descriptive Geology, in: Reports of the Exploration of the Fortieth Parallel, Band 2, Washington D. C. 1877
- mit George F. Becket: Statistics and Technology of the Precious Metals, 1885
- Abstract of a Report upon Geology and Mining Industry of Leadville, Colorado 1886